# Nikołaj Sazykin
Nikołaj Stiepanowicz Sazykin (ros. Николай Степанович Сазыкин, ur. 1910 we wsi Kołobowka w guberni astrachańskiej, zm. w styczniu 1985 w Moskwie) – funkcjonariusz radzieckich organów bezpieczeństwa, generał major, ludowy komisarz spraw wewnętrznych Mołdawskiej SRR (1940-1941), ludowy komisarz bezpieczeństwa państwowego Mołdawskiej SRR (1941).

## Życiorys
Rosjanin, 1924-1939 członek Komsomołu, 1932-1935 studiował w Instytucie Planowym w Moskwie, po czym został ekonomistą Gułagu NKWD ZSRR. Od kwietnia 1936 funkcjonariusz Zarządu NKWD Kraju Stalingradzkiego, od 1937 w centrali NKWD w Moskwie, od 25 lipca 1938 młodszy porucznik bezpieczeństwa państwowego, od 26 grudnia 1938 do 21 stycznia 1939 szef Sekretariatu Wydziału 2 Głównego Zarządu Bezpieczeństwa Państwowego, od 21 stycznia do 17 sierpnia 1939 zastępca szefa Sekretariatu NKWD ZSRR, od 19 lutego 1939 kapitan bezpieczeństwa państwowego. Od czerwca 1939 członek WKP(b), od 17 sierpnia 1939 do 7 sierpnia 1940 szef Zarządu NKWD obwodu mołotowskiego (obecnie obwód permski), 14 marca 1940 awansowany na majora bezpieczeństwa państwowego, od 7 sierpnia 1940 do 26 lutego 1941 ludowy komisarz spraw wewnętrznych Mołdawskiej SRR, od 26 lutego do 18 lipca 1941 ludowy komisarz bezpieczeństwa państwowego Mołdawskiej SRR. Od 19 lipca do 30 września 1941 szef Wydziału Specjalnego NKWD Frontu Południowego w stopniu komisarza bezpieczeństwa państwowego 3 rangi, od 25 października 1941 do maja 1943 szef Wydziału 3 Specjalnego NKWD ZSRR, od 20 maja 1943 do 22 listopada 1944 zastępca szefa Zarządu 2 NKGB ZSRR. Od 22 listopada 1944 do 14 września 1945 pełnomocnik NKGB/NKWD ZSRR w Estonii, od 9 lipca 1945 generał major, od 27 września 1945 do 10 stycznia 1946 zastępca szefa Wydziału "S" NKWD ZSRR, od 10 stycznia 1946 do 28 marca 1947 zastępca szefa Wydziału "S" NKGB/MGB ZSRR, od 28 marca do 6 maja 1947 zastępca ministra bezpieczeństwa państwowego Białoruskiej SRR. Od maja 1947 do 12 marca 1953 pomocnik zastępcy przewodniczącego Rady Ministrów ZSRR Ławrientija Berii, od 12 marca do 16 lipca 1953 szef Zarządu 4 i równocześnie członek Kolegium MWD ZSRR, później pracownik Moskiewskiej Szkoły Doskonalenia Kadry Kierowniczej MWD ZSRR/KGB ZSRR, 20 listopada 1954 zwolniony. Deputowany do Rady Najwyższej ZSRR 1 kadencji. 
23 listopada 1954 pozbawiony stopnia generalskiego "z powodu zdyskredytowania siebie podczas pracy w organach bezpieczeństwa", 1957 wykluczony z partii.

## Odznaczenia
- Order Lenina (dwukrotnie)
- Order Czerwonego Sztandaru (20 września 1943)
- Order Wojny Ojczyźnianej I klasy (21 kwietnia 1945)
- Order Czerwonej Gwiazdy (dwukrotnie, m.in. 26 kwietnia 1940)
- Odznaka "Honorowy Funkcjonariusz Czeki/GPU (XV)" (31 października 1938)

I medal.